# BD+20°2457
BD+20°2457 — тройная звёздная система, которая находится в созвездии Льва на расстоянии около 650 световых лет от Солнца. Состоит из оранжевого гиганта и двух коричневых карликов.

## Характеристики
Впервые звезда A упоминается в звёздном каталоге Bonner Durchmusterung (BD), составленном под руководством немецкого астронома Ф. Аргеландера в 50-60-х годах XIX века, поэтому за ней закрепилось наименование BD+20°2457. Звезда относится к классу оранжевых ярких гигантов, она намного крупнее и ярче Солнца. Её масса и диаметр равны 2,8 и 49 солнечных соответственно. Светимость звезды составляет 3,17 солнечной светимости. Но, несмотря на размеры и яркость, температура её поверхности не превышает 4200 кельвинов, что в целом характерно для звёзд подобного класса.
В июне 2009 года группой астрономов было объявлено об открытии сразу двух коричневых карликов в системе: BD+20°2457 B и BD+20°2457 C. Данное открытие примечательно тем, что доказывает чрезвычайно быстрое формирование подобных субзвёздных объектов. Согласно модели, около 10 миллионов лет назад звезда BD+20°2457 испускала сверхмощное излучение, при котором формирование крупных объектов из протопланетного диска было невозможно. Когда интенсивность излучения упала, образовались, как минимум, два коричневых карлика 21 и 12 масс Юпитера соответственно. Это говорит о том, что они набирали по одной лунной массе в год. Объект B обращается на расстоянии 1,45 а. е. от оранжевого гиганта, орбитальный период — 379,63±2,01 дней, эксцентриситет — 0,15±0,03. Объект C обращается на расстоянии 2,01 а. е. от материнской звезды, орбитальный период — 621,99±10,2 дней, эксцентриситет — 0,18±0,06.